# متال گیر سروایو
متال گیر سروایو (به انگلیسی: Metal Gear Survive) یک بازی ویدئویی در سبک بقا است که توسط کونامی دیجیتال انترتینمنت توسعه یافته و به‌وسیلهٔ شرکت کونامی در فوریه ۲۰۱۸ برای مایکروسافت ویندوز، پلی‌استیشن ۴ و ایکس‌باکس وان منتشر شد. این اولین عنوان در مجموعه بازی‌های متال گیر به‌شمار می‌رود که پس از جدایی هیدئو کوجیما از شرکت کونامی در دسامبر ۲۰۱۵ ساخته شده است. رخدادهای بازی در بازه زمانی نسخه‌های متال گیر سالید: گراند زیروز و متال گیر سالید ۵: فانتوم پین اتفاق می‌افتد.
به‌طور کلی استقبال پیش از انتشار سروایو، در واکنش به طراحی و تصمیمات بازرگانی اخیر کونامی منفی بود. اما به محض عرضه، بر طبق بازبینی جمعی وبگاه متاکریتیک با واکنش‌های متوسطی از سوی منتقدان همراه بود. به دلیل فروش پایین این عنوان در مجموعه متال گیر، این بازی از نظر اقتصادی ضعیف عمل کرده است.

## داستان
داستان متال گیر سروایو مدتی پس از حمله به پایگاه مادر در گراند زیروز رخ می‌دهد. در این حمله، کرمچاله‌ای به جهانی موازی پدید آمده و بخشی از پایگاه مادر را همراه تعدادی از نیروهای بیگ باس و XOF به داخل خود می‌برد. شخصیت اصلی داستان، «گودلاک» از دانشمندان سازمان ملل است که از طریق کرمچاله به «دایت»، جهان موازی خشکی فرستاده می‌شود که مناظر آن عمدتاً بازیافت مناظر فانتوم پین است. در بازی به دنبال درمانی برای بیماری ای که در دنیای موازی پیداکرده اید و همچنین همرزمان خود می‌گردید.

## بازتاب‌ها
| گردآورنده | امتیاز                                 |
| --------- | -------------------------------------- |
| متاکریتیک | (PC) ۵۴/۱۰۰ (PS4) ۶۰/۱۰۰ (XONE) ۶۲/۱۰۰ |

| ناشر                    | امتیاز |
| ----------------------- | ------ |
| دستراکتید               | 5/10   |
| الکترونیک گیمینگ مانثلی | 7/10   |
| فامیتسو                 | 34/40  |
| گیم اینفورمر            | 6/10   |
| گیم رولیشن              | [ ۱۱ ] |
| گیم‌اسپات                | 5/10   |
| جاینت بامب              | [ ۱۳ ] |
| آی‌جی‌ان                  | 6.5/10 |
| پی‌سی گیمر (بریتانیا)    | 59/100 |
| پولیگان                 | 5.5/10 |